# Lodewijk Mortelmans

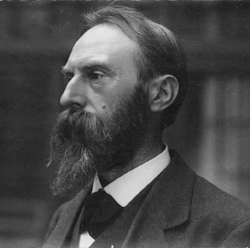
Lodewijk Mortelmans

Lodewijk Mortelmans (* 5. Februar 1868 in Antwerpen; † 24. Juni 1952 ebenda) war ein belgischer Musiker und Komponist.

## Biografie
Lodewijk Mortelmans war Sohn des Antwerpener Druckers Karel Mortelmans und dessen Frau Isabella. Insgesamt hatte er fünf Geschwister, darunter sein ältester Bruder, der Maler Frans Mortelmans. Lodewijk studierte Musik bis zum Alter von 19 Jahren und nahm danach bei Peter Benoit Privatunterricht in den Fächern Komposition und Orchestrierung.
Mortelmans war Mitglied der Künstlergruppen De Scalden, Studie und De Kapel. Im Alter von 25 Jahren erreichte er 1893 beim Prix de Rome den 1. Platz. Viele seiner Lieder komponierte er nach Gedichten von Guido Gezelle. Nachdem er 1899 erfolgreich in Antwerpen sein symphonisches Werk darbot, sah man ihn dort als führenden Musiker der Stadt und er galt neben Paul Gilson als herausragendster Komponist seiner Generation, der das flämische Musikleben tiefgehend erneuerte.
Von 1901 bis 1924 lehrte er als Professor für Kontrapunktik und Fuge am Königlichen Flämischen Konservatorium in Antwerpen, das er im Anschluss bis zu seiner Pensionierung im Jahre 1933 auch leitete. Ebenso unterrichtete er an der interdiözesischen Kirchenmusikschule in Mechelen, aus der später das nach Jacques-Nicolas Lemmens benannte Lemmens-Institut in Löwen hervorging. 1903 gründete er die Gesellschaft der Neuen Konzerte („Maatschappij der Nieuwe Concerten“) in Antwerpen, bei der er als Dirigent agierte. Das Angebot Pablo Casals, als Dirigent des Boston Symphonic Orchestra zu arbeiten, musste er aufgrund des Todes seiner ersten Frau und zweier gemeinsamer Söhne im Kriegsjahr 1917 ausschlagen, da er alleinverantwortlich für die verbliebenen fünf Kinder war. Später war er in zweiter Ehe mit der Pianistin und Musikpädagogin Gabriëlle Radoux verheiratet.
Mortelmans war Mitbegründer der Belgischen Vereinigung von Autoren, Komponisten und Verlegern (SABAM) und des Eugène-Ysaÿe-Wettbewerbs, des heutigen Internationalen Musikwettbewerbs Königin Elisabeth-Belgien. Er wurde als Mitglied in die Königlich Flämische Akademie der Wissenschaften, Dichtung und schönen Künste Belgiens aufgenommen und erhielt hohe belgische und niederländische Auszeichnungen. Zu seinen Werken zählt unter anderem die Oper De Kinderen der Zee.